# Мавзолей на борбата и мъченичеството
Мавзолеят на борбата и мъченичеството (на полски: Mauzoleum Walki i Męczeństwa) е музей във Варшава (столицата на Полша), клон на Музея на независимостта.
Представя условията, в които полските патриоти и борци от съпротивата са задържани от нацисти по време на Втората световна война.
Музеят се намира на Алея Шчуха, в сградата на предвоенното Министерство на религиозните вярвания и народната просвета (сега Министерство на националното образование). След избухването на Втората световна война, нацистите превземат сградата и я превръщат в седалището на органите за сигурност и полицейските сили. Цялата улица пред сградата е затворена за поляците. В сутерена на сградата нацистите създават временен затвор. Лишените от свобода, които са разположени там обикновено са скоро заловени или прехвърлени от затвора Павяк. Затворниците са били подложени на жестоки разпити, по време на които те са измъчвани и жестоко пребивани. Изтезанията не са изключение дори за бременни жени. Полските затворници често драскотини по стените някои изречения за побоите в затвора. Много от тези свидетелства са лични, патриотични или религиозни. В изследване от 1960 са описани над 1000 запазени текста. Най-известният от тях е следното:
Лесно за Полша се мълви,

Тежко за нея се труди,

По-мъчно за нея ти умри,

Най-трудно за нея се мъчи.
Много от затворниците са били убити по време на разпити или са починали в резултат на раните си. По време на Варшавското въстание, германците масово екзекутират хиляди поляци в околните райони. Техните трупове по-късно са били изгорени в съседните сгради. Степента на тези убийства е била огромна – 5578.5 kg човешка пепел е намерена в подземието след края войната.
След войната хората от Варшава третират мястото като гробище, често поставят цветя и палят свещи. През юли 1946 г. полското правителство реши да определи мястото за поклонение пред мъченичеството, свидетелстващо за страданието и героизма на поляците. Решено е затворите да да останат недокоснати и превърната в музей. Той е открит на 18 април 1952. Коридорите, четири групови и десет единични килии са запазени в първоначалното им състояние. В съответствие с показанията на оцелели затворници стаята на офицера от гестапо също е пресъздадена. Няколкото тона човешка пепел е преместена в Варшавското въстаническо гробище.
Музейните посетителите трябва да са на възраст над 14 години.